# ديف كوكرين
ديف كوكرين (بالإنجليزية: Dave Cochrane)‏ هو لاعب كرة قاعدة أمريكي، ولد في 31 يناير 1963 في ريفرسايد في الولايات المتحدة.

## وصلات خارجية
- ديف كوكرين على موقعبيزبول رفرنس.كوم (الدوري الرئيسي) (الإنجليزية)
- ديف كوكرين على موقعبيزبول رفرنس.كوم (الدوري الثانوي) (الإنجليزية)